# Serie A2 2010-2011 (pallamano maschile)
La Serie A2 2010-2011 è stata la terza divisione del campionato italiano di pallamano maschile per la stagione sportiva 2010-2011.

## Girone A
- Leno: promossa in Serie A1 2011-2012.
- Ventimiglia: retrocessa in Serie B 2011-2012.

## Girone B
- Oderzo: promossa in Serie A1 2011-2012.
- CUS Venezia: retrocessa in Serie B 2011-2012.

## Girone C
- Carpi: promossa in Serie A1 2011-2012.
- Marconi Jumpers: retrocessa in Serie B 2011-2012.

## Girone D
- Città Sant'Angelo: promossa in Serie A1 2011-2012.
- CUS L'Aquila: retrocessa in Serie B 2011-2012.

## Girone E
- Lazio: promossa in Serie A1 2011-2012.
- Benevento: retrocessa in Serie B 2011-2012.

## Girone F
- CUS Palermo: promossa in Serie A1 2011-2012.
- Amaranto R. Calabria: retrocessa in Serie B 2011-2012.